# Чорнухине (станція)
Чорну́хине — вузлова вантажно-пасажирська залізнична станція Луганської дирекції Донецької залізниці.
Розташована в селищі міського типу Чорнухине, Перевальський район, Луганської області на перетині ліній Чорнухине — Торез, Чорнухине — Імені Крючкова О.М. та Дебальцеве — Красна Могила між станціями Дебальцеве-Сортувальна (6 км), Рідкодуб (7 км), Дебальцеве (9 км), Боржиківка (9 км) та Фащівка (11 км).
Через військову агресію Росії на сході України транспортне сполучення припинене.